# Adelpha plesaure
Adelpha plesaure, a irmã do prazer, é uma espécie de borboleta da família Nymphalidae.

## Descrição
Adelpha plesaure tem uma envergadura atingindo cerca de 48 milímetros (1.9 polegadas). As partes superiores das asas são geralmente castanho-escuras. As asas anteriores têm uma grande mancha cor de laranja, enquanto as asas posteriores são atravessadas por uma ampla faixa branca. A parte inferior é de cor chocolate pálido, atravessada por várias faixas brancas, com bordas marrons.

## Distribuição
Esta espécie pode ser encontrada na Guiana, Bolívia e Brasil.

## Subespecies
- A. p. plesaure (Brasil)
- A. p. phliassa (Godart, 1824) (Guiana francesa, Suriname, Brasil, Peru, Bolívia)
- A. p. pseudomalea Hall, 1938 (Venezuela)
- A. p. symona Kaye, 1925 (Trindade)